# Arthur von Pongracz
Pour les articles homonymes, voir Pongrácz.
Arthur von Pongrácz de Szent-Miklós und Óvár (né le 25 juin 1864 à Bielsko-Biała, mort le 13 janvier 1942 à Vienne) est un cavalier autrichien de saut d’obstacles et de dressage.

## Biographie
Arthur von Pongracz entre dans l'armée commune en 1881. En 1904 il est officier d’ordonnance (de), puis de 1906 à 1908, il est adjudant d'aile auprès de l'empereur François-Joseph. Au cours de la Première Guerre mondiale, il sert dans différents régiments de cavalerie.
Arthur von Pongracz participe à la première compétition internationale de dressage à Turin en 1902 et obtient la deuxième place. Il commence aussi une carrière en saut d'obstacles et détient de 1913 à 1936 le record autrichien de saut en hauteur avec 2,08 m.
Arthur von Pongracz participe trois fois aux Jeux olympiques : 1924 à Paris avec Aberta, 1928 à Amsterdam avec Turridu et 1936 à Berlin avec Georgine. En 1936, le major-général est quatrième avec l'équipe d'Autriche, sa meilleure performance.
À chaque fois, il est le doyen des compétiteurs. Après le tireur suédois Oscar Swahn, âgé de quelques mois de plus, il est le plus vieil athlète des Jeux olympiques à 72 ans.

## Source, notes et références
- (de) Cet article est partiellement ou en totalité issu de l’article de Wikipédia en allemand intitulé « Arthur von Pongracz » (voir la liste des auteurs).